# 黑姓
黑是一个漢字姓氏，源自突厥族突騎施部黑氏以及回族、蒙古族等少数民族氏族。

## 延伸阅读
[在维基数据编辑]
 《欽定古今圖書集成·明倫彙編·氏族典·黑姓部》，出自陈梦雷《古今圖書集成》